# Kirche Sassen

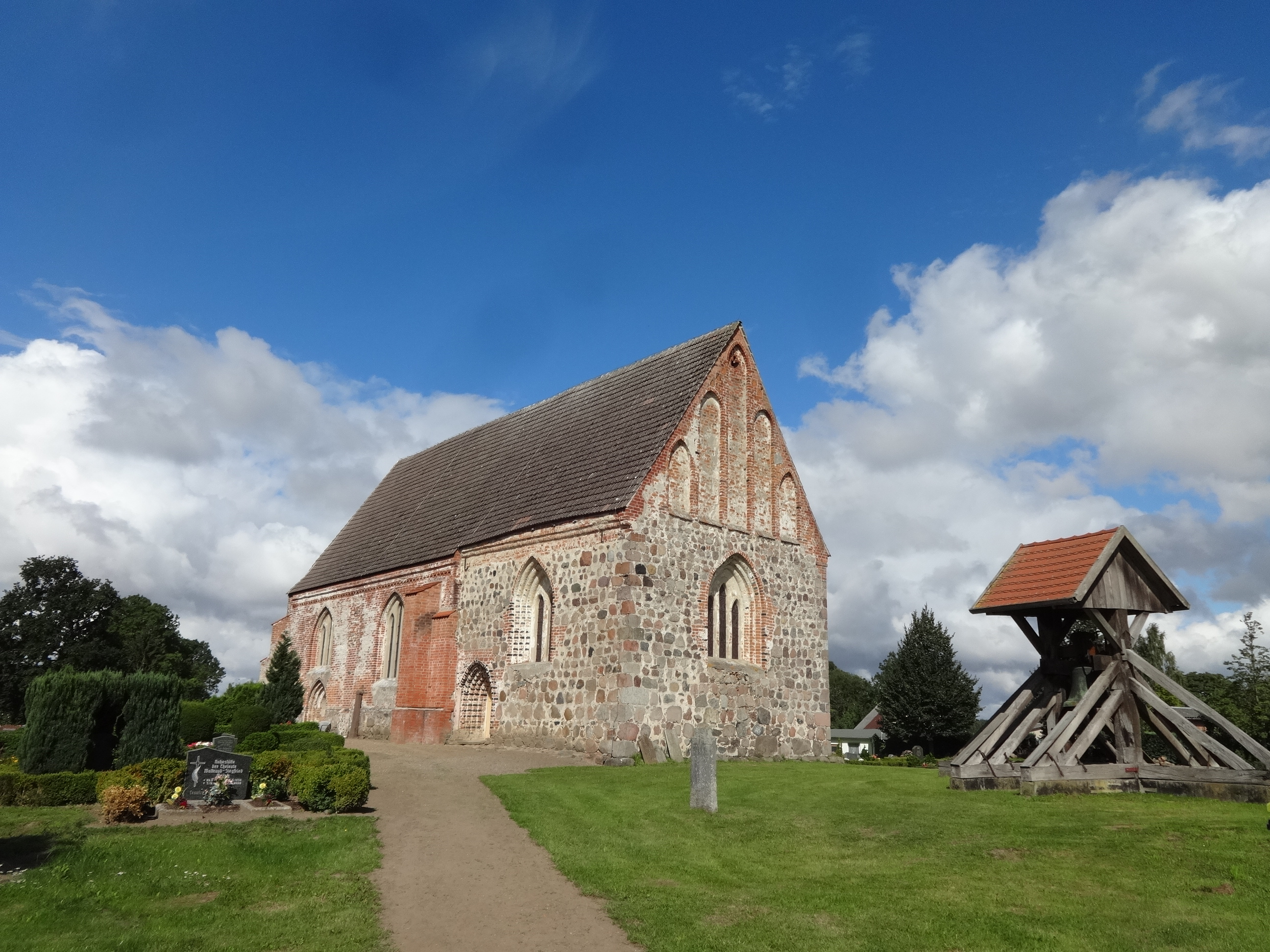
Dorfkirche Sassen

Die evangelische Kirche Sassen ist ein Sakralbau aus dem 13. Jahrhundert in Sassen, einem Ortsteil der Gemeinde Sassen-Trantow im Landkreis Vorpommern-Greifswald in Mecklenburg-Vorpommern. Sie gehört zur Kirchgemeinde Gülzowshof in der Propstei Demmin im Pommerschen Evangelischen Kirchenkreis der Evangelisch-Lutherischen Kirche in Norddeutschland. Bis 2012 gehörte sie zum Kirchenkreis Demmin der Pommerschen Evangelischen Kirche.

## Geschichte
Aus der Zeit um 1270/1280 stammt der Chor aus Feldsteinen, der älteste Teil der Kirche. Vermutlich im 15. Jahrhundert wurde ein gleich breites Kirchenschiff aus rötlichem Mauerstein nach Westen hin angebaut. 1876 baute Friedrich Albert Mehmel aus Stralsund eine Orgel auf, die von 2003 bis 2005 von Rainer Wolter teilrestauriert und 2009 von der Werkstatt für historische Tasteninstrumente Schmidt aus Rostock restauriert wurde.

## Architektur

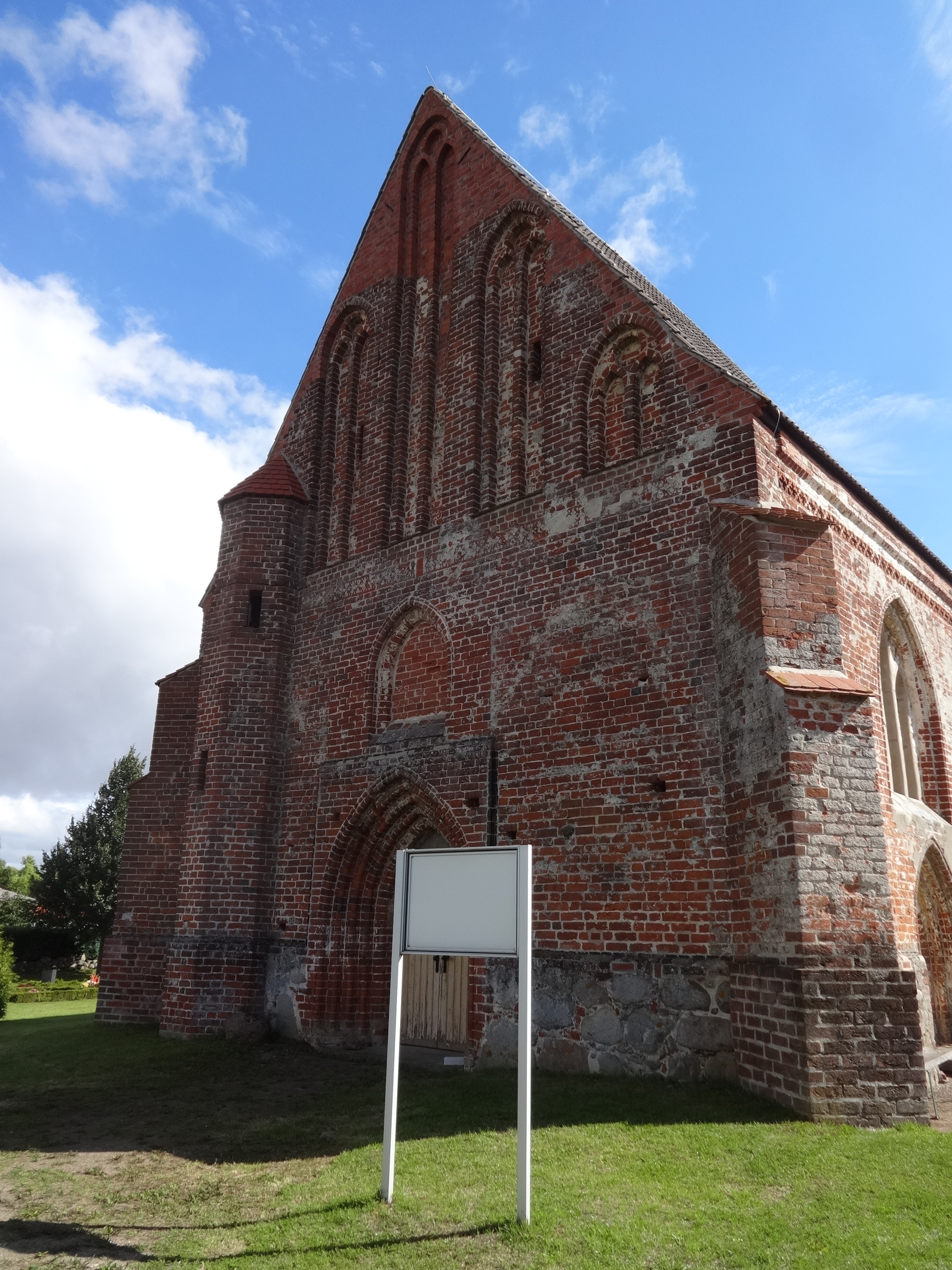
Ansicht von Westen

Der Chor ist ein Joch lang, hat einen rechteckigen Grundriss und wurde aus Feldsteinen errichtet, die bis auf die Ecksteine nur wenig behauen wurden. Lagen sind nur ansatzweise erkennbar. Insbesondere im Sockel wurden darüber hinaus auch Findlinge verwendet. An der Südseite des Chors ist sich im westlichen Bereich eine spitzbogenförmige Priesterpforte. Sie wurde mit einem Gewände aus vierfach getreppten und abwechselnd glasierten Viertelstabprofilen verziert. Ähnlich aufwendig sind auch das dreiteilige Fenster rechts oberhalb der Pforte sowie die Dreifenstergruppe im Chor. An dieser Öffnung kann der Betrachter jedoch erhebliche Ausbesserungsarbeiten unterhalb des Fensters erkennen. An der nördlichen Chorwand formen wenige behauene Feldsteine die Reste eines entsprechenden Fensters. Die Öffnung ist jedoch vergleichsweise lagig und sorgfältig zugesetzt. Darunter sind weitere Reste einer gedrückt-spitzbogenförmigen mit einer darin liegenden rechteckigen Öffnung zu erkennen, die mit Mauersteinen zugesetzt und teilweise verputzt sind. Der Chorgiebel ist aus Mauerstein errichtet und mit fünf gestaffelten Blenden verziert. In der obersten Blende ist eine kreuzförmige Öffnung. An den Chor schließt sich das aus Mauersteinen auf einem Feldsteinsockel errichtete, zwei Joch lange Kirchenschiff an. An der Baunaht stabilisieren je ein kleiner und ein sich unmittelbar daran anschließender, höherer Strebepfeiler das Bauwerk. An der Nordwand finden sich unterhalb der Traufe die Reste eines Kleeblattbogenfrieses. Zwischen den beiden Fenstern sind Reste eines weiteren Strebepfeilers erkennbar, der zurückgebaut wurde. Der Anschluss wurde im oberen Bereich mit Mauersteinen, im unteren Bereich mit unbehauenen, kleinen Feldsteinen aufgefüllt. Die Nord- und Südwand sind mit je einem spitzbogenförmigen, getreppten, dreiteiligen Fenster gestaltet. Die jeweils beiden westlich gelegenen Fenster sind dabei kleiner und höher gesetzt, um Platz für eine darunter befindliche Pforte zu schaffen, wobei die nördliche Pforte mit roten Mauersteinen zugesetzt ist. Eine vergleichbare, wenn auch offene Pforte findet sich auch auf der westlichen Wand des Kirchenschiffs. Sie ist an den Ecken mit je einem, zweifachgestuften Strebepfeiler stabilisiert. An der linken Seite ist ein fünfeckiger Treppenturm, der einen Zugang zum oberen Geschoss ermöglicht. Oberhalb der Pforte ist eine mit Mauersteinen zugesetzte, spitzbogenförmige Blende, gefolgt von einem ebenfalls mit Blenden verzierten Giebel. Laut den Aufzeichnungen Ernst von Haselbergs gab es zu einer früheren Zeit einen aus Feldsteinen errichteten Turm, der im 19. Jahrhundert in Teilen noch erhalten gewesen sein muss. Er gibt als Länge für die Kirche 26,97 Meter und eine Breite von 12,55 Metern an. Der Chor ist 7,31 Meter breit und 9,60 Meter lang.

## Ausstattung
Die Fünte aus Kalkstein ist mit 16 rundbogigen Blenden gegliedert und entstand vermutlich um 1300. Sie ist im 21. Jahrhundert stark übermalt. Im Chor befinden sich ein steinerner Altar sowie die Reste einer mittelalterlichen Wandmalerei, an der Nordwand ein Wappen aus der Bauzeit der Kirche. Haselberg beschreibt einen dreiteiligen, 2,45 hohen Altarschrein, der im 21. Jahrhundert nicht mehr vorhanden ist. Zur weiteren Ausstattung gehören ein spätgotischer, 16,5 cm hoher Kelch aus dem 16. Jahrhundert, ein kegelförmiger Becher sowie ein Klingelbeutel aus dem 18. Jahrhundert. Das Fenster im Chor zeigt den Guten Hirten zwischen Petrus und Paulus von Tarsus und stammt vermutlich aus dem 19. Jahrhundert aus der Glasmalereianstalt Ferdinand Müller in Quedlinburg. Der Chor war zu einer früheren Zeit gewölbt, hat aber im 21. Jahrhundert eine flache Balkendecke, ebenso das durch einen spitzbogenförmigen Triumphbogen abgetrennte Kirchenschiff. An dessen Nordseite hängt in Richtung Chor eine Tafel, die an die Opfer aus dem Deutsch-Französischen Krieg 1870 erinnert. Weiter westlich ist eine Tafel für die Opfer aus dem Ersten Weltkrieg. Die hölzerne Westempore fußt auf gedrehten Säulen und ist mit Kassetten verziert, die mittig ein Wappen zeigen. Darauf steht eine Orgel mit einem dreiteiligen, neugotischen Prospekt aus dem Jahr 1885. Sie hat ein Manual und neun Register.
Im freistehenden Glockenstuhl hängt eine Glocke aus Bronze aus dem Jahr 1479. Die schlichte Holzkonstruktion befindet sich einige Meter östlich auf dem Friedhof und ist mit einem schlichten Satteldach aus Biberschwanz gedeckt. An der südlichen Wand des Kirchenschiffs steht eine Granitwange mit einem eingemeißelten Kruzifix und der Überschrift INRI aus dem 16. Jahrhundert.